# 아녜스

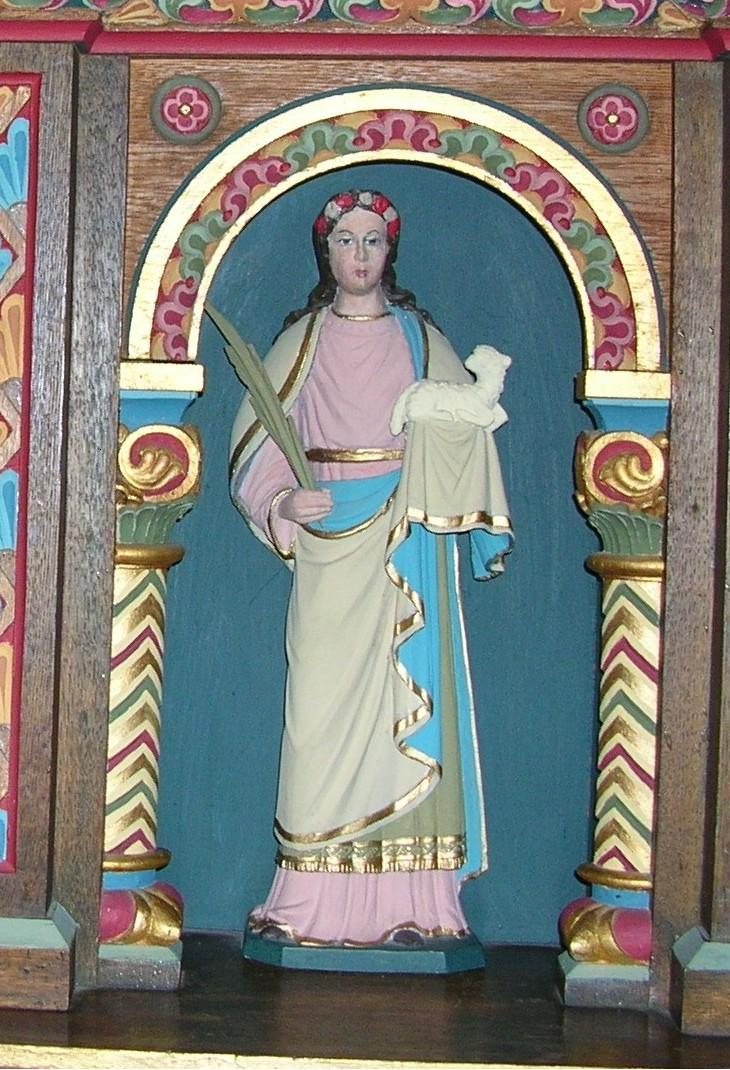
성녀 아녜스 성상

아녜스(라틴어: Sancta Agnes, 291년 - 304년)는 4세기 로마에서 활동한 초기 그리스도교의 동정 순교자로, 4대 순교 성녀 가운데 한 사람이다. 그리스도교의 성녀. 축일은 1월 21일. 아녜스는 그리스어로 ‘순결’또는 '양'을 뜻한다. 도상항적 상징을 갖게 된 최초의 성인으로 발치에 어린 양을 데리고 있거나 팔에 안고 있는 여인의 모습으로 그려지지만, 때로는 종려나무 가지를 들고 있거나 긴 머리칼로 온몸을 덮고 있는 모습으로 그려지기도 한다. 처녀·약혼한 남녀·정원사의 수호 성녀이다.
전설에 따르면, 아녜스는 로마 제국의 어느 부유한 집안 출신의 열세 살짜리 소녀였다. 그녀의 미모는 매우 뛰어나서 전국에서 그녀에게 청혼하는 자들이 셀 수 없이 많았으나 그리스도교를 신봉하던 그녀는 하느님에게 자신의 순결을 지키기로 서원하였다. 로마 황제 디오클레티아누스의 그리스도교 박해가 시작되자 그녀는 집을 떠나기로 하였으나, 구혼에 실패한 청혼자 가운데 한 사람의 고발로 그녀가 그리스도인임이 발각되어 체포되었다. 아녜스가 배교하여 베스타 여신에게 제물을 바치기를 거부하자 격노한 총독은 그녀를 삭발시키고 나체로 매음굴로 보내버렸다.

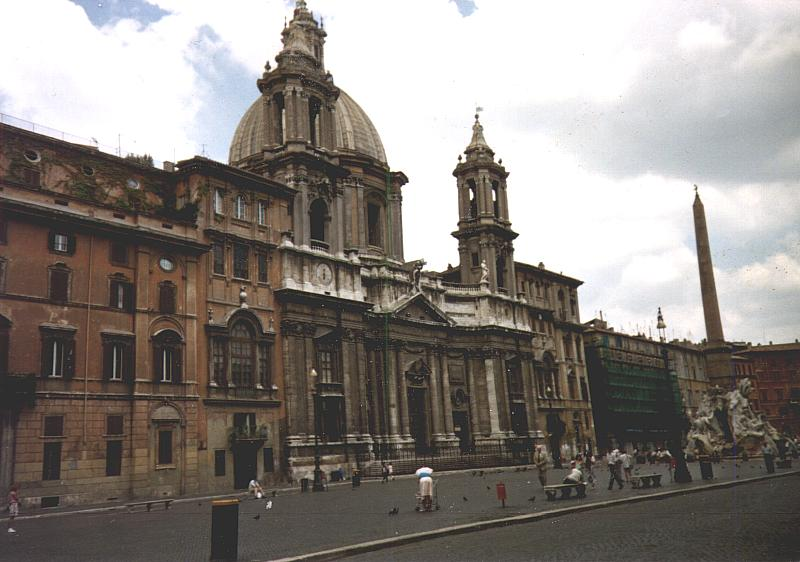
로마의 산타녜세 인 아고네 성당

그러나 하느님은 그녀의 머리카락을 길게 자라게 하여 온몸을 덮게 했으며 천사를 보내 하얀 옷을 입혀 주었다. 용기를 내어 아녜스를 덮치려던 젊은 남자가 즉사하고 아녜스를 음탕한 눈길로 처다보던 남자는 시력을 잃어버리게 되자 로마의 관리가 남자들이 그렇게 된 이유에 대해 그녀를 심문했다. 그러자 아녜스는 천사가 하얀 옷을 입혀주며 자신의 몸을 지켜주었다고 대답했고, 관리를 납득시키기 위해 전구의 기도를 올려 자신을 성폭행하려던 남자를 다시 살려 놓았으며, 장님이 된 사람의 눈을 낫게 하였다. 다시 총독 앞으로 끌려나간 아녜스는 불 속에 던져졌으나 불꽃이 양쪽으로 갈라져 조금도 다치지 않았다고 한다. 이에 결국 아녜스는 참수형으로 순교했다.
350년경 콘스탄티누스 1세의 딸 콘스탄티나 공주는 아녜스의 묘지 위에 그녀의 이름을 딴 산타녜세 인 아고네 성당을 지었다. 이후 이곳의 수녀들은 매년 두 마리의 어린 양을 키워 그 털을 팔리움의 재료로 쓰기 위해 교황에게 갖다 바치는 풍습이 생겨났다.